# Combat Mission: Beyond Overlord
Combat Mission: Beyond Overlord (tạm dịch: Nhiệm vụ chiến đấu - Bên kia Overlord) là tựa game thuộc thể loại wargame chiến thuật theo lượt mô phỏng các trận đánh chiến thuật trên bộ trong Thế chiến II do hãng Battlefront.com phát triển và CDV phát hành vào năm 2000. Trò chơi là một phần của dòng game Combat Mission. Beyond Overlord được tạp chí PC Gamer gọi là trò chơi chiến lược theo lượt hay nhất trong số báo giải thưởng hàng năm lần thứ bảy của mình.

## Lối chơi
Combat Mission: Beyond Overlord đưa người chơi đi suốt cuộc chiến tranh được xem là khốc liệt nhất trong lịch sử nhân loại dưới góc nhìn của một vị tướng với hàng sư đoàn trong tay. Overlord là một trong nhiều mật danh được dùng để ám chỉ chiến dịch đổ bộ của quân Đồng Minh lên Normandy tháng 6 năm 1944. Người chơi sẽ tham gia hơn 40 nhiệm vụ qua 7 chiến dịch, với nhiều quy mô và địa điểm khác nhau: từ những nông trại nhỏ bé cho đến những thành phố rộng lớn. Đồng thời cũng có thể chọn các bên tham chiến khác nhau: Canada, Anh, Pháp, Mỹ và Đức.
Do đây là game dựa trên hệ hống chơi theo lượt truyền thống những đã được cải tiến: thay vì sử dụng hệ thống "mỗi người một lượt" theo kiểu đánh cờ thì Overlord đưa ra cách chơi một hiệp theo đó cả hai sẽ có một lượt đi chung. Nói cách khác, bây giờ cả hai phe đều có thể hiệu chỉnh binh lính của mình, ra các mệnh lệnh di chuyển, tấn công... đồng thời, sau đó cùng kết thúc lượt đi và cùng xem mọi chuyện diễn tiến như thế nào. Trong Combat Mission, các đơn vị lính là trọng tâm của cuộc chơi nên người chơi cần phải quên cách chơi ở tầm "vĩ mô" như các trò chơi chiến thuật khác nếu không muốn gặp phải thất bại trong game. Vì là game mang xu hướng mô phỏng nên nó đòi hỏi người chơi phải có cái nhìn như một sĩ quan nơi trận địa với những nhiệm vụ phải hoàn thành, đồng thời cũng phải tìm cách bảo vệ người của mình tránh khỏi thương vong. Hệ thống giao diện của trò chơi được thiết kế đơn giản nhưng khá hiệu quả: nó cho phép người chơi có thể chơi theo lối tự do, tức có thể đi bất cứ đâu và làm bất cứ gì trong cuộc chơi. Vả lại chỉ số AI của quân địch không đến nỗi tệ đủ để gây không ít khó khăn cho người chơi.

## Màn kịch bản demo
Ba kịch bản demo nào có thể chơi chung tới ba người được cung cấp bởi Battlefront.com tại thời điểm khác nhau. Một bản Beta Demo được phát hành đầu tiên vào tháng 10 năm 1999. Phiên bản Gold Demo được phát hành sau đó, và bởi vì các định dạng tập tin đã thay đổi, hai kịch bản mới được đưa vào mà không tương thích với các phiên bản Beta trước đó. Cả bản demo không nnhững còn có công cụ tạo màn mà lại cho phép solo, hotseat hay chơi email.

### Last Defense
Last Defense bao gồm bản demo beta nguyên gốc.

### Riesberg
Riesberg bao gồm bản demo beta nguyên gốc.

### Chance Encounter
Kịch bản này ban đầu được phát hành như là một add-on dành cho bản demo beta vào dịp Giáng Sinh năm 1999. Rồi sau cũng được phát hành như là một phần của bản Gold Demo. Nó miêu tả một cuộc giao tranh nảy lửa vào giai đoạn cuối của chiến tranh giữa một đại đội súng trường Mỹ được xe tăng Sherman yểm trợ, và một đại đội súng trường Đức được pháo tự hành yểm trợ. Địa hình mô tả một ngã tư đường nông thôn có thể quan sát từ trên cao xuống từ một ngọn đồi có rừng bao phủ. Chance Encounter vẫn là một kịch bản phổ biến và các phiên bản của trận chiến này đã được tái tạo bởi các bên thứ ba trong bản Combat Mission: Afrika Korps và Combat Mission: Shock Force.

### Valley of Trouble
Valley of Trouble là một màn kịch bản mới dành cho Gold Demo miêu tả một cuộc tấn công của quân Mỹ xuyên qua một thung lũng được phòng thủ kiên cố.

## Đón nhận
Combat Mission: Beyond Overlord được sự đón nhận rất tốt; Gamerankings.com hiện thời chấm cho game số điểm 88% dựa trên 16 bài đánh giá, và thông báo rằng thứ hạng của nó trong PC rank năm 2000 là "13". PC Gameworld thì chấm 98/100 trên bảng xếp hạng. GameSpot đặt tên cho nó là "Editor Choice" và lưu ý rằng "Nó chắc chắn sẽ thu hút những ai quan tâm đến những mô phỏng quân sự nghiêm túc mà ngay cả những người tìm kiếm một trò chơi máy tính Thế chiến II tốt sẽ nhận ra rằng tựa game này có nhiều thứ được đưa ra." Về mặt hình ảnh trong Combat Mission: Beyond Overlord tất cả đều được dựng trên công nghệ 3D hoàn hảo: người chơi có thể xoay chuyển địa hình, phóng to hay thu nhỏ toàn cảnh... mà không làm giảm chất lượng hình ảnh hay ảnh hưởng đến tốc độ game. Môi trường trong trò chơi được thiết kế khá tốt: người chơi có thể cảm nhận được sự chuyển động của quân địch xuyên qua những bụi cây hoặc nếu tiến lại được gần địch quân thì nghe được tiếng chúng trao đổi với nhau. Tuy vậy game lại không có các hiệu quả đặc biệt thường thấy như sương mù, ánh sáng ngược...